# Линдблад, Челль
Челль Линдблад (швед. Kjell Lindblad; род. 14 января 1951, Хельсинки) — финский шведскоязычный писатель-прозаик, пишущий в основном небольшие рассказы.
Окончил факультет журналистики. В 1978 году работал социальным работником, в 1979—1986 годах был по основному роду занятий журналистом, радиоведущим и редактором службы новостей. Начал писать в 1976 году, заняв первое место на конкурсе коротких рассказов местного значения. В 1984 году выпустил сборник рассказов Före sömnen, за который был удостоен Премии для дебютантов от Общества шведскоязычных писателей.
Впоследствии Линдбланд основал два литературных кружка, опубликовал три сборника рассказов, два романа, ряд драматических произведений и сценариев для театральных, телевизионных и радиопостановок, а также книги для детей и несколько поэм, одна из которых (O, Ryssland!) посвящена России. В 1992, 1998 и 2006 годах получал премии от Шведскоязычного литературного общества. Часто посещает финские шведскоязычные школы в качестве гостя-писателя. На русском языке издавался его роман «Вечерние дети» (1991), написанный в жанре психологического триллера.